# Abeille Flandre (schip, 1978)

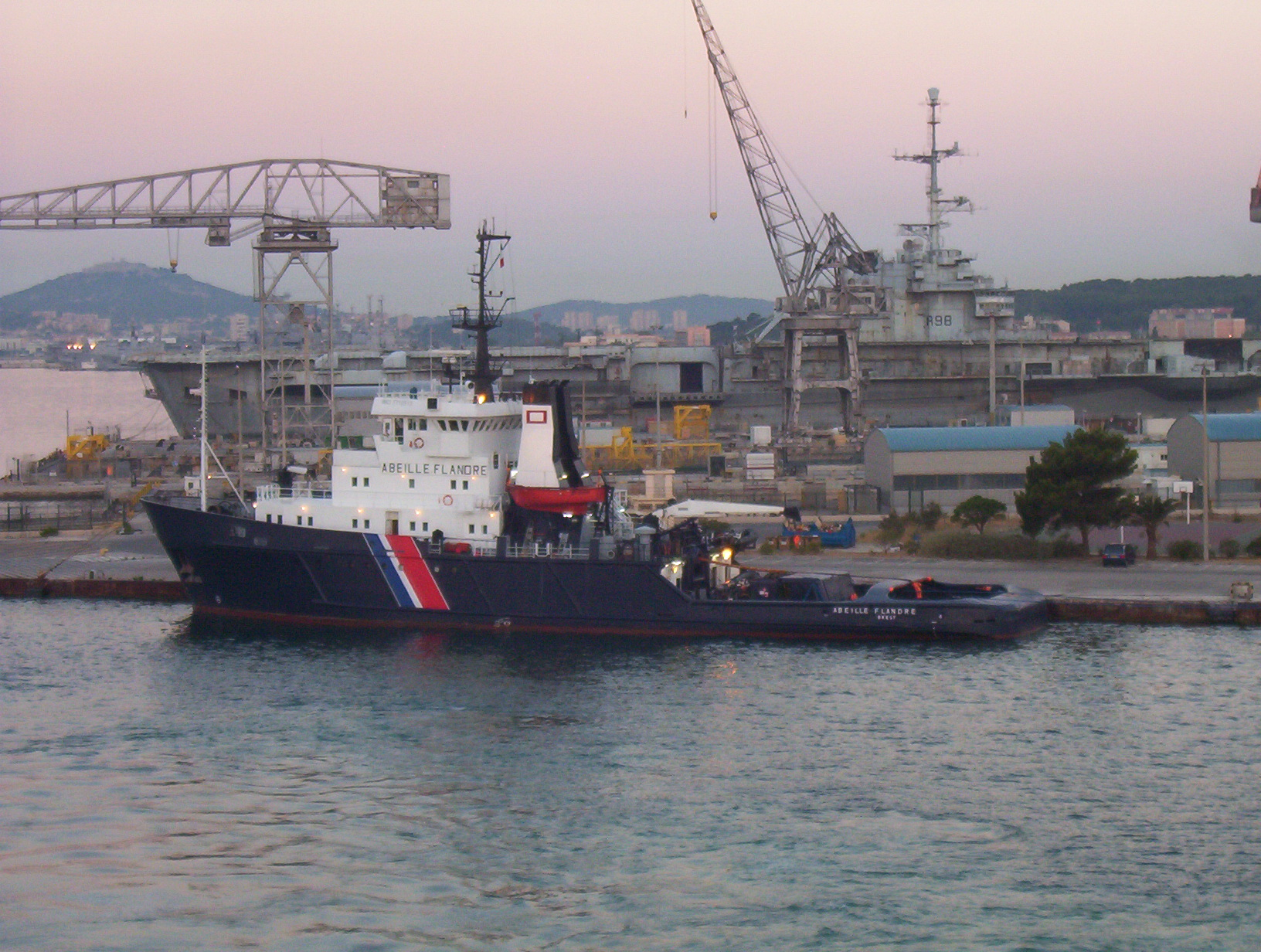

De Abeille Flandre is een sleepboot van de Franse Marine Nationale. Ze werd in 1978 als Neptun Suecia gebouwd op een Noorse werf in opdracht van een Zweedse rederij, maar werd nog datzelfde jaar overgenomen en tot Abeille Flandre omgedoopt door de privé firma Les Abeilles International, thans Les Abeilles (sinds 1996 een dochteronderneming van het Franse offshorebedrijf Groupe Bourbon). Ze voert uitsluitend opdrachten uit voor de Franse marine. Het zusterschip van de Neptun Suecia, de Neptun Gothic, werd eveneens door de Fransen overgekocht en omgedoopt tot Abeille Languedoc.
De Abeille Flandre is thans gestationeerd te Toulon. Ze staat onder commando van de préfet maritime.
Vroeger was haar thuisbasis Brest, waar ze werd ingezet voor de veiligheid van de scheepvaart voor de kusten van Bretagne. Ze kon in 20 minuten paraat zijn en voer zelfs uit als de windkracht meer dan 25 knopen was. In april 2005 werd ze in Brest vervangen door een nog krachtiger sleepboot, de 80 meter lange Abeille Bourbon.
De Abeille Flandre is beroemd en populair geworden in Frankrijk door haar reddingsacties tijdens de rampen met de Erika en de Ievoli Sun. Hervé Hamon schreef een eerbetoon aan het schip in zijn boek L'Abeille d'Ouessant.